# Iernut
Iernut (in ungherese Radnót, in tedesco Radnuten) è una città della Romania di 9658 abitanti, ubicata nel distretto di Mureș, nella regione storica della Transilvania. 
Fanno parte dell'area amministrativa anche le località di Cipău, Deag, Lechinţa, Oarba de Mureș, Porumbac, Racameț, Sălcud, Sfântu Gheorghe.

## Storia
Iernut viene citata per la prima volta, con il nome Ranoltu, in un documento del 1257, Sono state comunque rinvenute tracce di insediamenti umani ben più antichi, risalenti al Neolitico, e nella zona esistono anche tracce di una colonia Romana.
In epoca medievale la città era conosciuta soprattutto quale importante mercato vitivinicolo e mantenne caratteristiche di località ad economia agricola fino al XX secolo.
Nel periodo tra le due guerre mondiali la città fece parte del distretto di Târnava Mică, oggi suddiviso tra i distretti di Alba, Sibiu e Mureș.
La zona di Iernut fu teatro, durante la Seconda guerra mondiale, dei più cruenti scontri militari che ebbero luogo sul territorio romeno.

## Popolazione ed economia
Iernut rimane una città con economia basata prevalentemente sull'agricoltura, in particolare sulla coltivazione della vite. In ambito industriale la più importante fonte di lavoro per la popolazione è tuttora la centrale termoelettrica ubicata all'ingresso della città, anche se si stanno sviluppando negli ultimi anni numerose attività medio-piccole, soprattutto commerciali.
La popolazione della città è prevalentemente romena, tuttavia sono presenti minoranze significative di etnia ungherese (15%) e Rom (9%).

## Monumenti
I monumenti più significativi della città sono:
- La chiesa protestante riformata, che venne costruita in stile gotico nell'arco di oltre un secolo, tra il 1486 ed il 1593, a cui è affiancato un campanile molto più recente, costruito nel 1909.
- Il Castello Kornis-Rakoczi-Bethlen, costruito da Gáspár Bogáti in stile rinascimentale nel 1545; il portale d'ingresso è circondato da una cornice in pietra che riporta un cartiglio con la data 1574. Il castello venne rimaneggiato su iniziativa del Principe Gheorghe Rákóczi II nel periodo tra il 1650 ed il 1660, su progetto dell'architetto veneziano Agostino Serena ed attualmente presenta elementi di stile rinascimentale con altri di stile tardo-gotico. Per diversi anni sede di una scuola superiore ad indirizzo agricolo, l'edificio è attualmente inutilizzato.